# Joachim Gnilka
Joachim Gnilka (ur. 8 grudnia 1928 w Głubczycach, zm. 18 stycznia 2018 w Monachium) – niemiecki teolog katolicki, egzegeta oraz biblista.
W latach 1947–1953 studiował teologię, filozofię oraz filologie wschodnie na Uniwersytecie Katolickim w Eichstätt i Ingolstadt, na Uniwersytecie Juliusza i Maksymiliana w Würzburgu oraz na Uniwersytecie La Sapienza w Rzymie. W latach 1953–1956 służył jako kapelan w Würzburgu. W 1955 uzyskał stopień doktora filozofii w Würzburgu na podstawie dysertacji pt. Ist 1 Kor 3,10-15 ein Schriftzeugnis für das Fegefeuer? Eine exegetisch-historische Untersuchung będącą rozważaniem na temat czyśćca w kontekście 1 Listu do Koryntian.
Również w Würzburgu w 1958 roku pracował jako asystent naukowy i uzyskał tam w 1959 habilitację na podstawie dysertacji: Die Verstockung Israels. Isaias 6,9–10 in der Theologie der Synoptiker. Na tej samej uczelni był zatrudniony w latach 1959–1962 jako nauczyciel akademicki. Następnie od 1962 przez 13 lat był profesorem zwyczajnym na Westfalskim Uniwersytecie Wilhelma w Münsterze, a od 1975 do 1997 wykładał egzegezę nowotestamentalną i hermeneutykę biblijną na Uniwersytecie Ludwika i Maksymiliana w Monachium.
W latach 1973–1988 był członkiem Papieskiej Komisji Biblijnej, a od 1986 do 1997 roku członkiem Międzynarodowej Komisji Teologicznej. W 1992 Jan Paweł II udzielił mu honorowego tytułu papieskiego. Odszedł na emeryturę w roku 1997.

## Wybrane publikacje
- Jezus z Nazaretu. Orędzie i dzieje. J. Zychowicz (przekład). Kraków: Znak, 1997. ISBN 83-7006-431-0. Brak numerów stron w książce
- Paweł z Tarsu. Apostoł i świadek. W. Szymona OP (przekład). Kraków: Znak, 2001. ISBN 83-7221-283-X. Brak numerów stron w książce
- Teologia Nowego Testamentu. W. Szymona OP (przekład). Kraków: Wydawnictwo „M”, 2002. ISBN 83-7221-278-3. Brak numerów stron w książce
- Piotr i Rzym. Obraz Piotra w pierwszych dwu wiekach. W. Szymona OP (przekład). Kraków: Wydawnictwo „M”, 2002. ISBN 83-7221-465-4. Brak numerów stron w książce
- Pierwsi Chrześcijanie. Źródła i początki Kościoła. W. Szymona OP (przekład). Kraków: Wydawnictwo „M”, 2004. ISBN 83-7221-941-9. Brak numerów stron w książce
- Biblia a Koran: podobieństwa i różnice. W. Szymona OP (przekład). Kraków: Wydawnictwo „M”, 2005. ISBN 83-7221-705-X. Brak numerów stron w książce